# Pańszczycka Przełączka Wyżnia
Pańszczycka Przełączka Wyżnia (słow. Vyšná Panščická štrbina, niem. Obere Pańszczyca-Scharte, węg. Felső-Pańszczyca-csorba) – położona na wysokości ok. 2145 m niewielka przełęcz w północnej grani Skrajnego Granatu, pomiędzy Skrajnym Granatem (2225 m) a Pańszczyckimi Czubami (dokładniej Zadnią Pańszczycką Czubą (ok. 2150 m)). Z przełęczy na północny zachód w kierunku Czarnego Stawu Gąsienicowego spada żleb ograniczający od strony północnej zachodnią ścianę Skrajnego Granatu (ok. 360 m wysokości). Do Pańszczycy opada żleb, dołem przechodzący w piarżysko.
Przez przełęcz nie prowadzi żaden znakowany szlak turystyczny, ale znajduje się w rejonie dopuszczonym do uprawiania wspinaczki skalnej (ale tylko od strony Doliny Gąsienicowej). Prowadzą przez nią 3 drogi wspinaczkowe:
- Północno-zachodnim żlebem (od żółtego szlaku na Skrajny Granat); 0 stopień trudności w skali tatrzańskiej, czas przejścia 30 min,
- z Pańszczycy; I, 1 godz.,
- z Granackiej Przełęczy(trawersem północno-wschodniej ściany Skrajnego Granatu); 0, 5 min[2].

Pierwsze znane wejście turystyczne (od zachodu) – Walenty Gadowski, Jakub Gąsienica Wawrytko starszy i Józef Gąsienica Wawrytko starszy.

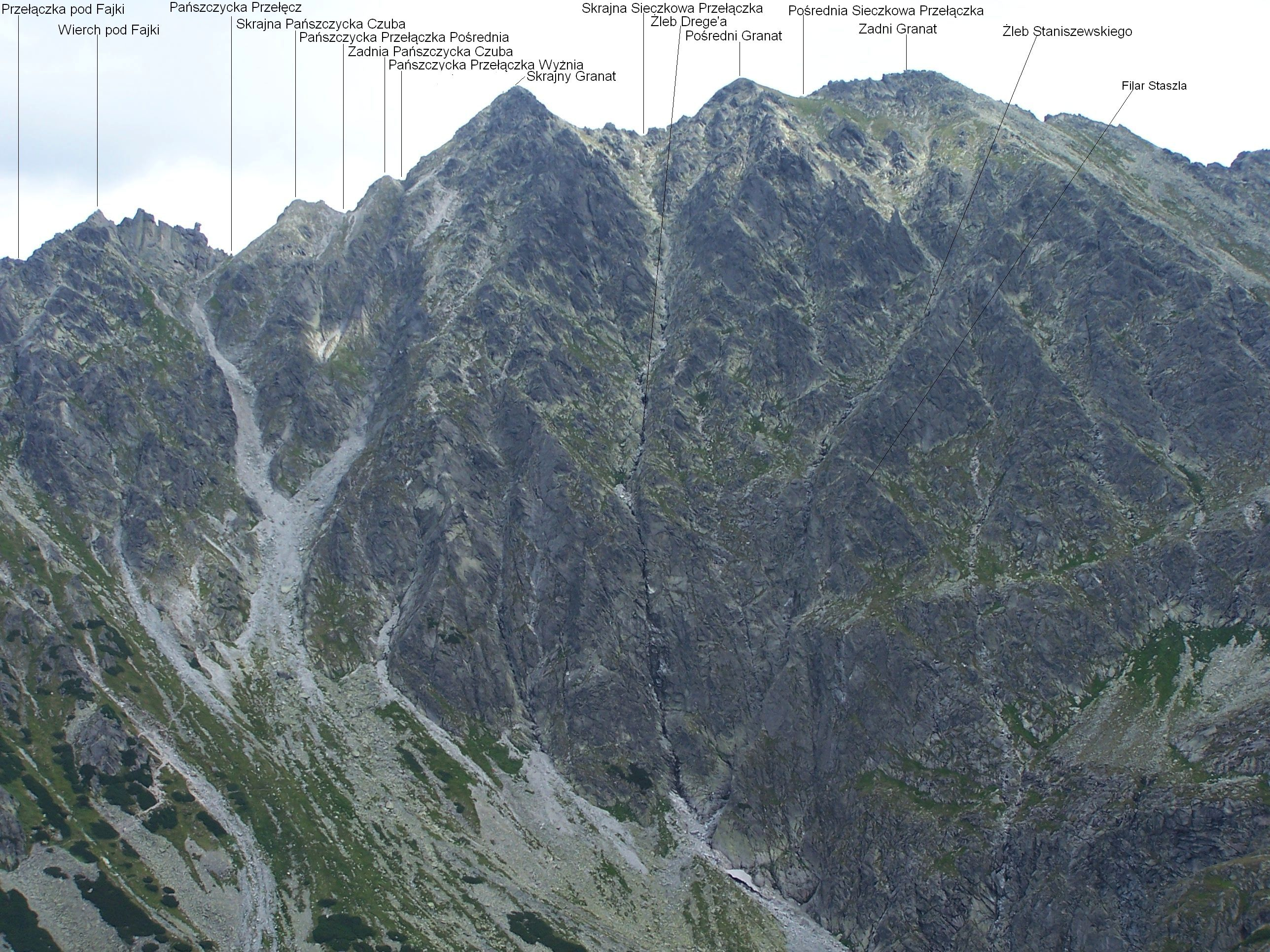
Widok z Małego Kościelca